# Illifaut
Illifaut (en bretó Ilifav, gal·ló Ilifaut) és un municipi francès, situat a la regió de Bretanya, al departament de Costes del Nord. L'any 1999 tenia 632 habitants. Es troba a 40 km de Brocéliande.

## Demografia
| 1962                                       | 1968 | 1975 | 1982 | 1990 | 1999 |
| ------------------------------------------ | ---- | ---- | ---- | ---- | ---- |
| 1.048                                      | 960  | 844  | 812  | 757  | 632  |
| Des de 1962: població sense dobles comptes |      |      |      |      |      |

## Administració
| Període | Identitat       | Partit |
| ------- | --------------- | ------ |
| 2001-   | Bernard Tempier |        |